# Allosauridae
Allosauridae este o familie de dinozauri carnivori neoteropod bipezi, din Jurasicul târziu. Allosauridae este un grup taxonomic destul de vechi, fiind numit pentru prima dată de paleontologul american Othniel Charles Marsh în 1878.